# مايو يوشيوكا
مايو يوشيوكا (吉岡茉祐 يوشيوكا مايو) هي ممثلة يابانية ولدت في 7 نوفمبر 1995 في محافظة أوساكا.

## أدوارها في الأنمي

### مسلسلات أنمي تلفزيونية
- آن هابي - رين إيكودا
- ويك أب, جيرلز! - مايو شيمادا
- هندريد - ساكورا كيريشيما
- طاغية الحب - سيجي آينو (أيام الصبا)
- كوب كرافت - تيرانا إكسيديريكا

### أنمي الإنترنت
- ويك أب، جيرلزوو! - مايو

### أفلام أنمي
- ويك أب، جيرلز!: النجمات السبع - مايو شيمادا
- ويك أب، جيرلز!: ظل الشباب - مايو شيمادا
- ويك أب، جيرلز!: بيوند ذا بوتوم - مايو شيمادا

## أدوارها في الدبلجة اليابانية
- الفتيات الأخيرات - ماكس كارترايت

## وصلات خارجية
- مايو يوشيوكا على موقع IMDb (الإنجليزية)
- مايو يوشيوكا على موقع ميوزك برينز (الإنجليزية)
- مايو يوشيوكا على موقع ANN person (الإنجليزية)